# Chinedu Odozor-Onikeku
Chinedu Odozor (sinh ngày 24 tháng 12 năm 1977) là một vận động viên nhảy xa người Nigeria.
Cú nhảy tốt nhất của cô ấy là 6,52 mét, lần đầu tiên cô ấy đạt được vào tháng 6 năm 2002 tại Lagos.

## Thành tích
- Giải vô địch châu Phi 2006 - vị trí thứ năm
- Thế vận hội toàn châu Phi 2003 - huy chương đồng [1]
- Giải vô địch châu Phi 2002 - huy chương đồng
- Giải vô địch châu Phi 2002 - huy chương đồng (100 mét) [2]
- Giải vô địch châu Phi 1998 - huy chương bạc [2]